# 谷川直子
谷川 直子（たにがわ なおこ、1960年 - ）は、日本の小説家、エッセイスト。

## 略歴
1960年兵庫県神戸市生まれ。神戸市立飛松中学校、兵庫県立長田高等学校を経て、筑波大学第二学群比較文化学類を卒業後、雑誌編集者として働く。
1985年に作家高橋源一郎と結婚し、1990年代に高橋直子名義で『競馬の国のアリス』などの主として競馬やファッションに関するエッセーを発表。1999年に離婚、「夫に離婚を言い渡されたタカハシさんの奥さん」を主人公とする小説『アイ・ラヴ・エース！』を発表する。
2005年1月に大学の同級生と再婚し、同年6月から長崎県五島市在住。
2012年8月29日、「おしかくさま」で第49回文藝賞を受賞したことが発表された。これは同賞の女性として最年長での受賞である。なお、同賞の選考委員に元夫の源一郎がいたが、彼は受賞作を決定する投票を棄権している。文藝賞受賞第1作「断貧サロン」が『文藝』2014年夏号で発表され、同年、河出書房新社から単行本が発行された。さらに『文藝』2015年春号において、第3作「四月は少しつめたくて」を発表。同年4月河出書房新社から単行本が発行され、第32回織田作之助賞候補となった。『文藝』2016年秋号で、第4作「世界一ありふれた答え」が発表され、同年10月河出書房新社から単行本が発行された。2018年8月、第5作「私が誰かわかりますか」が、朝日新聞出版から書き下ろし単行本として発表された。同作は著者初の地方を舞台とした三人称小説である。2021年1月、第6作で初の恋愛長編小説「あなたがはいというから」を河出書房新社から書き下ろしで発表した。2022年8月、結婚をテーマとする第7作「愛という名の切り札」を朝日新聞出版から書き下ろしで発表した。2024年8月、老衰介護看取り小説として第8作「その朝は、あっさりと」を朝日新聞出版から書き下ろしで発表した。本作では老いや死をテーマに詠んだ小林一茶の隠れた名句がフィーチャーされている。「おしかくさま」はスペイン語に、「愛という名の切り札」は中国語に翻訳家されている。

## 作品

### エッセイ
（すべて高橋直子名義）
- 『競馬の国のアリス』（1991年、筑摩書房）のち文庫
- 『芦毛のアン』（1992年、筑摩書房）のち文庫
- 『パドックのシンデレラ』（1993年、筑摩書房）
- 『お洋服はうれしい』（1994年、朝日新聞社）
- 『注文の多い競馬場』（1995年、筑摩書房）
- 『猫はわかってくれない』（1997年、マガジンハウス）
- 『お洋服のちから』（2002年、朝日新聞社）

### 小説
- 『アイ・ラヴ・エース!』（1999年、朝日新聞社） 高橋直子名義
- 『おしかくさま』（2012年、河出書房新社）のち文庫
- 『断貧サロン』（2014年、河出書房新社
- 『四月は少しつめたくて』（2015年、河出書房新社）
- 『世界一ありふれた答え』（2016年、河出書房新社）
- 『私が誰かわかりますか』（2018年、朝日新聞出版）
- 『あなたがはいというから』（2021年、河出書房新社）
- 『愛という名の切り札』（2022年、朝日新聞出版）
- 『その朝は、あっさりと』（2024年、朝日新聞出版）

### ノンフィクション
- 『ステイゴールド物語 - 遙かなる黄金旅程』（2002年、イーストプレス） 高橋直子名義